# Třída Barkat
Třída Barkat (jinak též třída P58A) je třída hlídkových čluny pákistánské agentury pro námořní bezpečnost (Pakistan Maritime Security Agency). Mezi hlavní úkoly plavidel patří hlídkování ve výlučné ekonomické zóně, prosazování práva, ochrana rybolovu a mise SAR atd.

## Stavba
Stavbu prováděla loděnice Huangpu v Kuang-čou.
Jednotky třídy Barkat:
| Jméno              | Založení kýlu  | Vstup do služby   | Status  |
| ------------------ | -------------- | ----------------- | ------- |
| PMSS Barkat (1060) | 21. října 1988 | 29. prosince 1989 | aktivní |
| PMSS Rehmat (1061) | 21. října 1988 | 29. prosince 1989 | aktivní |
| PMSS Nusrat (1062) | prosinec 1988  | 13. června 1990   | aktivní |
| PMSS Vehdat (1063) | prosinec 1989  | 13. června 1990   | aktivní |

## Konstrukce
Plavidla konstrukčně vycházejí z stíhačů ponorek typu 037IS. Výzbroj tvoří jednoho dvoulůžkového 37mm kanóny typu 76 na přídi, který doplňují dvěma zdvojenými 14,5mm kulomety na hovno palubě. Na zádi je jeden člun RHIB. K manipulaci s člun slouží jeřáb. Pohonný systém tvoří čtyři diesely MTU 16V 396 TB93, každý o výkonu 1630 kW, pohánějící čtyři lodní šrouby. Dosah je 1500 námořních mil při rychlosti 12 uzlů.